# Сиккар, Йоханнес
Йоханнес Сиккар (эст. Johannes Sikkar; 15 октября 1897, Эстляндская губерния, Российская империя — 22 августа 1960, Стокгольм, Швеция) — эстонский политический и государственные деятель, премьер-министр Эстонии в изгнании (январь 1953 — январь 1962), Министр внутренних дел Эстонии в изгнании (1953—1960).

Члены правительства Эстонской Республики в январе 1953 года в Осло. Слева направо на первом плане: Йоханнес Сиккар, Аугуст Рей, Александр Варма. Сзади: Михкель Труусёт, Тынис Кинт, Хейнрик Марк

## Биография
Участвовал добровольцем в Освободительной войне Эстонии 1918—1920 годах, служил офицером на бронепоезде.
За заслуги ему было пожаловано хозяйство, которым он владел до 1944 года. В 1936 году с отличием окончил экономический факультет Тартуского университета.
С июня 1926 по декабрь 1937 года избирался членом Рийгикогу Эстонии.
В 1940—1944 годах участвовал в сопротивлении советской и немецкой оккупации. В сентябре 1944 года бежал в Швецию.
В апреле 1952 года был назначен исполняющим обязанности премьер-министра правительства Эстонии в изгнании и министром внутренних дел.
Так как политическая деятельность была запрещена для эстонских эмигрантов в Швеции, члены его правительства переехали в Осло (Норвегия).
Умер в Стокгольме.